# كياثون أملس
كياثون أملس (الاسم العلمي: Cyathea glaberrima) هو نوع غير مؤكد من النباتات يتبع جنس الكياثون من الفصيلة الكياثونية.